# Symmachis glaucescens
Symmachis glaucescens är en insektsart som först beskrevs av Walker, F. 1869.  Symmachis glaucescens ingår i släktet Symmachis och familjen vårtbitare. Inga underarter finns listade i Catalogue of Life.